# Adem Bise
Adem Bise (30. dubna 1877 Rotimlja, okres Stolac, osmanská říše – 25. ledna 1954 Tuzla, Federativní lidová republika Jugoslávie) byl bosenskohercegovský pedagog bosňáckého původu.

## Životopis
Narodil se ve smíšené muslimsko-katolické vesnici Rotimlja v Hercegovině. O jeho raném mládí se nezachovaly žádné bližší zprávy. Je však pravděpodobné, že navštěvoval muslimskou základní školu, mekteb.
Rodina Bise se roku 1884, kdy bylo Ademovi osm let, z rodné Hercegoviny vystěhovala na osmanské území pod přímou vládou sultána. Příčinou jejich emigrace byl pravděpodobně nesouhlas s panujícími poměry, neboť Bosnu a Hercegovinu od roku 1878 (do roku 1908 formálně pod svrchovaností osmanského panovníka) okupovala habsburská monarchie a muslimové tuto skutečnost odmítali přijmout. Následujících šest letech rodina pobývala maloasijském Alaşehiru, než se z materiálních důvodů znovu vrátila do vlasti.
Ademův otec Mustafa se dlouho bránil, aby jeho syn získal světské vzdělání. Nakonec se po vzdělání toužící chlapec přestěhoval ke svému strýci, který mu umožnil navštěvovat státní obecnou školu a poté Obchodní školu v Mostaru. Po prvním ročníku ovšem hercegovskou metropoli opustil a přesídlil do Sarajeva, kde se zapsal do Učitelské školy, preparandy. Závěrečnou zkoušku složil 4. července 1897, učitelkou zkoušku pak 18. září 1899. Působil jako pedagog v obcích Stolac, Bjelimići, Nevesinje (od 8/1901), Vrnograč (8/1903–1908), Žepče (1908–1910) a (Dolní) Tuzla (1910–1911, 9/1912–). V letech 1911–1912 krátce působil jako úředník v Zemské vládě v Sarajevu, konkrétně v oddělení pro vzdělávání, nato trvale zakotvil na Obchodní škole v Tuzle. Roku 1922 složil profesorkou zkoušku, nezbytnou pro učitelskou profesi na střední škole.
Od přelomu století vystupoval jako horlivý propagátor světského vzdělávání mezi muslimy. Aktivně se zapojil do činnosti muslimského podpůrného spolku Gajret (Úsilí), sám vedl jeho pobočku v obci Vrnograč. Ač neznalý islámské teologie, ve 30. letech 20. století se pod vlivem kemalismu pustil do polemiky, zda islám umožňuje pokrok v duchu evropského scientismu. Sám dospěl k názoru, že islám nebrání přírodním vědám, ale pro odpor konzervativních duchovních kruhu modernizace muslimů není možná. Své myšlenky nejuceleněji zpracoval v publikaci Je možné, aby muslim žil evropským kulturním životem, a přesto zůstal dobrým muslimem: Kurʼán v teorii a praxi (Da li može Musliman živjeti evropskim kulturnim životom i ostati dobar Musliman: Kurʼan u teoriji i praksi, Tuzla 1937).
Adem Bise se oženil s Aišou (?–17. 12. 1908), s níž přivedl na svět syna Ekrema (1904–?) a dcery Esmu (1905–1926, působila jako učitelka) a Enisu (1907–?, vdaná Sijerčić).
Bise zemřel roku 1954 v Tuzle. Pohřben byl na místním hřbitově Borić.